# Буковец (Видинская область)
Буковец (болг. Буковец) — село в Болгарии. Находится в Видинской области, входит в общину Видин. Население составляет 714 человек.

## Политическая ситуация
В местном кметстве Буковец, в состав которого входит Буковец, должность кмета (старосты) исполняет Стефчо Найчев Захариев (коалиция в составе 3 партий: Демократы за сильную Болгарию (ДСБ), Земледельческий народный союз (ЗНС), Союз демократических сил (СДС)) по результатам выборов.
Кмет (мэр) общины Видин — Румен Ангелов Видов (Граждане за европейское развитие Болгарии (ГЕРБ)) по результатам выборов.